# Kaleigh Gilchrist
Pour les articles homonymes, voir Gilchrist.
Kaleigh Gilchrist est une joueuse américaine de water-polo née le 16 mai 1992 à Newport Beach. Avec l'équipe des États-Unis, elle a remporté la médaille d'or des tournois féminins aux Jeux olympiques d'été de 2016 à Rio de Janeiro et de 2020 à Tokyo.